# 赤松政宗
赤松 政宗（あかまつ まさむね）は、安土桃山時代の武将。

## 略歴
赤松政範の子とされる。天正5年（1578年）、織田氏家臣羽柴秀吉が上月城に攻め寄せ、父・政範を初めとする一族が落命するなか、政宗は家臣により助けられ、毛利輝元を頼ったという。
慶長5年（1600年）の関ヶ原の戦いにも従軍した。浦上氏とも交流があったという。それ以後、池田輝政の下へ走ったといわれている。